# (73704) Hladiuk
(73704) Hladiuk (1991 TW15) – planetoida z pasa głównego asteroid okrążająca Słońce w ciągu 5,85 lat w średniej odległości 3,25 j.a. Odkryta 6 października 1991 roku.